# 艾贡迪涅
艾贡迪涅（法語：Aigondigné，法語發音：[ɛɡɔ̃diɲe]）是法国德塞夫勒省的一个市镇，属于尼奥尔区。该市镇于2019年由原市镇艾戈奈、穆贡-托里涅和圣布朗迪娜合并而成，行政中心位于穆贡。

## 地名
“艾贡迪涅”（Aigondigné）一名由原市镇艾戈奈（Aigonnay）、穆贡（Mougon）、圣布朗迪娜（Sainte-Blandine）和托里涅（Thorigné）的名称中各取一部分合并而成。

## 地理
艾贡迪涅（46°14'20"N, 0°17'8"W）面积69.87 平方千米，位于法国新阿基坦大区德塞夫勒省，该省份为法国西部内陆省份，北起曼恩-卢瓦尔省，西接旺代省，南至夏朗德省和滨海夏朗德省，东临维埃纳省。
与艾贡迪涅接壤的市镇（或旧市镇、城区）包括：罗芒、普拉耶-拉库阿尔德、博赛-维特雷、布吕兰、普拉埃克、武耶、贝勒河畔塞勒。
艾贡迪涅的时区为UTC+01:00、UTC+02:00（夏令时）。

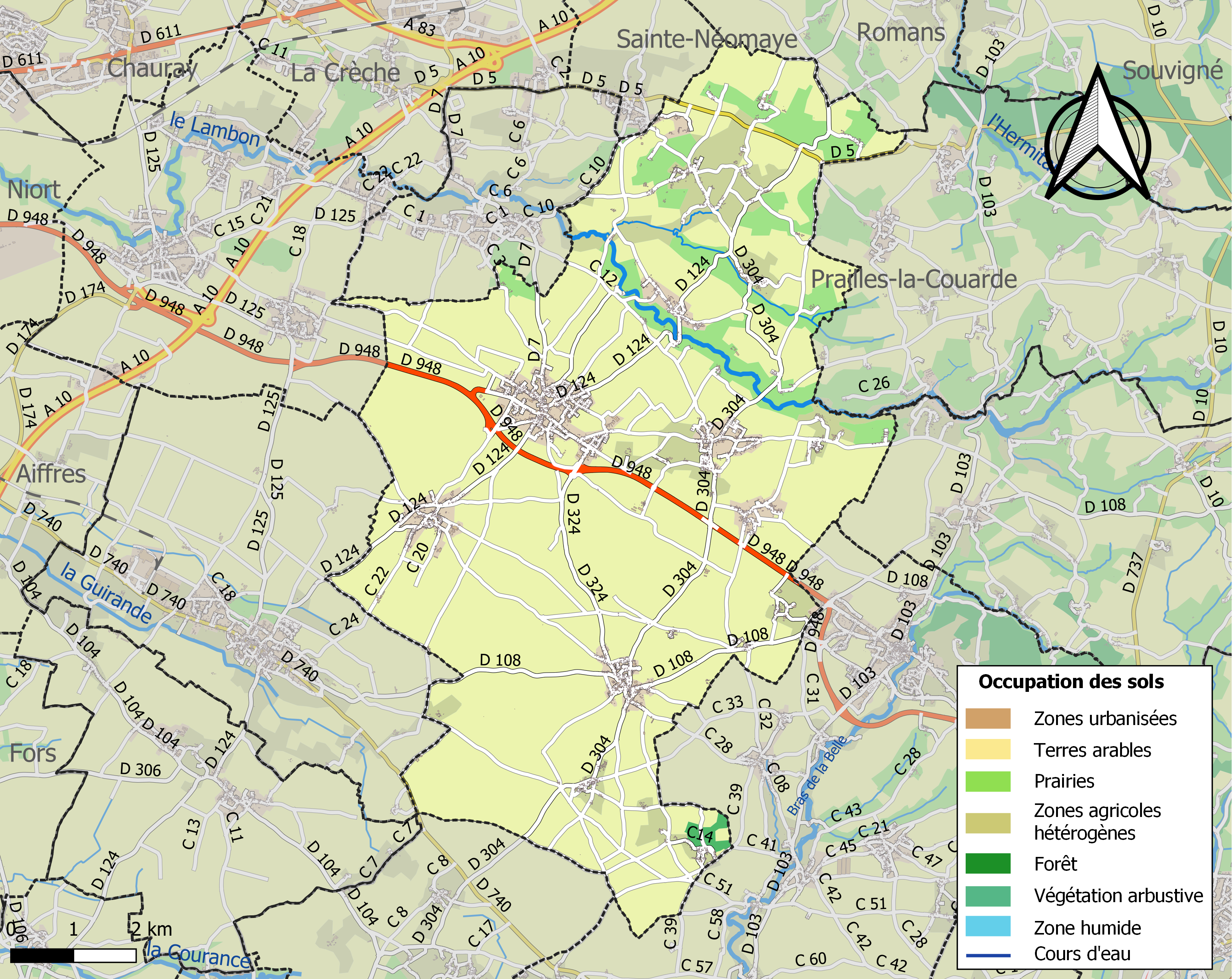
艾贡迪涅的OSM定位图

## 行政
艾贡迪涅的邮政编码为79370，INSEE市镇编码为79185。

## 政治
艾贡迪涅所属的省级选区为贝勒河畔塞勒县。

## 人口
艾贡迪涅于2022年1月1日时的人口数量为4685人。